# 内曼賈·拉多亞
内曼賈·拉多亞（1993年2月6日—）是一位塞爾維亞足球運動員。在場上的位置是防守型中場或右後衛。

## 外部連結
- Soccerway資料庫：内曼賈·拉多亞